# Friedrich Franz Friedmann

Friedrich Franz Friedmann (1932)

Friedrich Franz Friedmann (* 26. Oktober 1876 in Berlin; † 19. Februar 1953 in Monte Carlo) war ein deutscher Mediziner und ein Pionier der Tuberkuloseforschung.
Er wuchs als Sohn einer jüdischen Familie auf, konvertierte aber zum Christentum. Sein Studium der Medizin absolvierte er in Freiburg im Breisgau und Berlin.
1902 gelangen Friedmann erste Entdeckungen auf dem Gebiet der Tuberkuloseforschung, darunter die Lungentuberkulose der Kaltblüter sowie die Reinzüchtung der Schildkrötentuberkelbazillen.
1912 führte er seine Tuberkuloseschutzimpfung an Waisenkindern ein, worauf ihm im Berliner Vorwärts der Vorwurf gemacht wurde, er hätte auf eigene Faust eine unerprobte Impfung an zahlreichen Waisenkindern ausprobiert, ohne die Genehmigung der zuständigen Dezernenten eingeholt zu haben und ohne die nötige Gesundheitskontrolle der geimpften Kinder gewährleisten zu können. Siehe Menschenversuche.
Die Wirksamkeit seiner Impfung blieb während der Weimarer Republik heftig umstritten. Auch während der Zeit des Nationalsozialismus wurden er und seine Therapie z. T. auf heftigste attackiert; eine Klage, die ihm den Professorentitel aberkennen sollte, wurde 1937 allerdings abgewiesen, da ihm bescheinigt wurde, uneigennützig und nur zur Förderung seiner Ideen gehandelt zu haben, allerdings sei sein harscher Ton in wissenschaftlichen Auseinandersetzungen nicht zu billigen. Trotzdem verließ er Deutschland und arbeitete in Monte Carlo weiter.
Seine wenige Jahre vor seinem Tode erschienenen Erinnerungen („Warum noch  Tuberkulose, wer ist schuld daran?“) zeigen ihn nach Werner als einen „unglücklichen Menschen, der seiner Idee, ein Serum gegen Tuberkulose zu entwickeln, das elterliche Vermögen und seinen Seelenfrieden geopfert hat.“

## Veröffentlichungen
- Immunisierung gegen Tuberkulose. In: Deutsche medizinische  Wochenschrift; Nr. 45, 1903; S. 953–954.
- Warum noch Tuberkulose? Wer ist schuld daran? Haag-Amper 1952.